# Marlee Matlin
Marlee Beth Matlin (Morton Grove, 24 de agosto de 1965) é uma atriz norte-americana. É surda desde os seus 18 meses de idade, sendo membro da Associação Nacional dos Surdos (National Association of the Deaf). É a única atriz surda a ganhar o Óscar para melhor atriz num papel principal, tendo conquistado o prêmio por sua atuação em Children of a Lesser God. Com seu trabalho no cinema e na televisão ganhou um Globo de ouro e teve quatro nomeações ao Emmy.
Mesmo surda, Matlin adquiriu a habilidade da fala e já emprestou sua voz para a série animada Family Guy.

## Biografia
Matlin perdeu a audição quando ainda era bebê (aos 18 meses de vida) devida à doença exantema súbito. Ela perdeu primeiro a audição do ouvido direito e 80% do ouvido esquerdo.
Ela fez seu primeiro trabalho quando possuía sete anos, como Dorothy numa versão para o teatro da peça O maravilhoso mágico de Oz e continuou a aparecer no mesmo grupo de teatro.
Seu primeiro trabalho no cinema foi em 1986 no filme Children of a Lesser God - Os Filhos do Silêncio - pelo qual ganhou o globo de ouro de melhor atriz dramática e o Oscar de melhor atriz (aos 20 anos, a mais jovem a ganhar o prêmio), ao contracenar com o seu marido na época, o ator William Hurt. Marlee Matlin, que interpretou este papel na língua de sinais americana, foi a primeira e, ainda hoje, única atriz a vencer o Oscar por uma atuação numa língua de sinais. Além de Matlin, apenas duas atrizes concorreram ao Oscar por uma atuação numa língua de sinais; a japonesa Rinko Kikuchi indicada como Melhor Atriz Coadjuvante em 2007, ao atuar na língua de sinais japonesa no filme Babel  e Sally Hawkins, indicada como Melhor Atriz em 2018 pelo filme A Forma da Água. Em seu discurso de aceitação do Oscar, Matlin optou por utilizar a língua de sinais americana. Entretanto, no ano seguinte, quando anunciou os indicados ao Oscar de Melhor Ator, ela falou em inglês.
Trabalhou também em séries de televisão como, Reasonable Doubts (1991 – 1993) e pelo qual foi indicada ao Emmy Award, Picket Fences. Ela trabalhou regularmente na série durante a última temporada.
Ela trabalhou também em The West Wing e Blue's Clues. Outros trabalhos na televisão incluem: Seinfeld, Desperate Housewives, e Law & Order: Special Victims Unit. Foi indicada para o Primetime Emmy Award no ano de 2004.
Marlee trabalh também com várias organizações não-governamentais, incluindo: Children Affected by AIDS Foundation, Elizabeth Glaser Pediatric AIDS Foundation, Starlight Children's Foundation e também a cruz vermelha.
Matlin casou com o oficial Kevin Grandalski em 29 de agosto de 1993. Eles tem 4 filhos: Sarah Rose, Brandon, Tyler, e Isabelle Jane.
Em 2002, publicou seu primeiro romance, Deaf Child Crossing.
Em 2004, ela estrelou o controverso filme What the Bleep Do We Know como Amanda.
Trabalhou na série americana The L Word e interpreta uma contraditória artista plástica chamada Jodi. Sua personagem se relaciona com Bette (Jennifer Beals), decana da universidade onde ela trabalha. Matlin entrou na quarta temporada da série.
Por 6 anos interpretou Melody Bledsoe  na série americana Switched at Birth.

## Filmografia
- CODA (2021) ... 	Jackie Rossi
- The Magicians (2017-19) ... Harriet
- Family Guy (2012-20) ... Stella
- Switched at Birth (2011-17) … Melody Bledsoe
- Sweet Nothing in My Ear (2008) … Laura Miller
- The L Word (2007 - 2008) (TV) … Jodi Lerner
- What the Bleep Do We Know!? (2004) … Amanda
- What the Bleep!?: Down the Rabbit Hole (2006) … Amanda
- Askari (2001) … Paula McKinley
- Two Shades of Blue (2000) … Beth McDaniels
- In Her Defense (1998) … Jane Claire
- When Justice Fails (1998) … Katy Wesson
- Snitch (1998) … Cindy
- It's My Party (1996) … Daphne Stark
- Hear No Evil (1993) … Jillian Shanahan
- L'Homme au masque d'or (1991) … María
- The Linguini Incident (1991) … Jeanette
- Walker (1987) … Ellen Martin
- Children of a Lesser God (1986) … Sarah Norman